# Sikringsstyrken
Sikringsstyrken var Danmarks hærs ekstraordinære styrke under den 1. verdenskrig. Efter Hærloven af 1909 kunne der opstilles en sikringsstyrke som et alternativ til mobilisering. Sikringsstyrken blev indkaldt i august 1914, hvorved hærens samlede styrke nåede 58.000 mand. Hovedparten af disse var stationeret på Sjælland ved Københavns befæstning. Styrken nedbragtes gradvist fra 1915 og ophævedes helt i 1919.